# Space opera

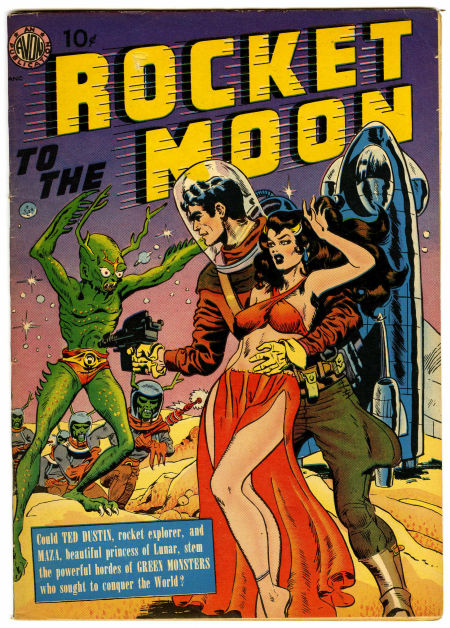
Omslag van de stripbewerking van de roman Maza of the Moon van Otis Adelbert Kline

Space opera is een subgenre van sciencefiction, waarbij de actie zich afspeelt (ver) in de ruimte en die zich volgens een tamelijk vast stramien afspeelt. Er is een held, er zijn ruimteschepen, er is vaak militaire actie en het loopt goed af. Het bekende voorbeeld is Star Wars.
De term space opera werd voor het eerst gebruikt door Bob Tucker in zijn sciencefictionfanzine Le Zombie #36, januari 1941.. Tucker baseerde de term op het bekende soap opera, de Engelse naam voor soapserie, omdat dit - op het sciencefictionelement na - een vergelijkbaar genre is.
Een andere verwante term is horse opera, dat duidt op een western volgens een vast stramien. De term space opera kan denigrerend, als geuzenaam of ook wel neutraal gebruikt worden.

## Geschiedenis
Rond 1900 werden in de Verenigde Staten de "pulps" uitgevonden: zeer goedkope tijdschriften, gedrukt op de goedkoopste papiersoort: houtpulp. In 1912 verscheen hierin Under the Moons of Mars van Edgar Rice Burroughs, waarna de Pellucidar- en Venusreeksen volgden. Deze verhalen bevatten al de avontuurlijke elementen van space opera, maar nog niet de dramatiek. De Skylark- en Lensmanreeksen van E.E. 'Doc' Smith (vanaf 1920) en de vanaf 1936 in de Amerikaanse bioscopen draaiende Flash Gordon Serial hadden al wat meer space-opera-elementen in zich, evenals de sinds 1928 verschenen Buck Rogersstripreeks. 
Vooral pulpbladen als Amazing Stories brachten vanaf de jaren 20 space-operaverhalen uit en rond 1930 was space opera waarschijnlijk het meest gelezen sciencefictiongenre. In de jaren 1940 werd de belangstelling wat minder, voornamelijk omdat er weinig vernieuwing in plaatsvond. Door schrijvers als Poul Anderson, Larry Niven, Jerry Pournelle en tot op zekere hoogte ook Frank Herbert (Duinreeks) bleef het genre ook in de jaren 1950 en 1960 nog enigszins in de belangstelling staan, maar het werd rond deze tijd overvleugeld door vernieuwende subgenres als maatschappelijke sciencefiction, harde SF, zachte sciencefiction en fantasy.
In anime werd space opera voor het eerst bekend in de serie Space Battleship Yamato. Hierbij is het voor het eerst mogelijk in anime dat grote ruimtevaartvoertuigen ook als space opera gebruikt worden. Later volgden er series als Captain Harlock en Galaxy Express 999. De serie Mobile Suit Gundam bevat ook een gedeelte tussen space opera in, bijvoorbeeld de White Base en andere militaire vliegmachines. Daarbij hebben zowel Mecha-series ook een vergelijking met space opera.
In film en televisie bleef het genre langer populair: de oorspronkelijke Star Trek televisieserie uit de jaren 1960 had veel space-opera-elementen, evenals de sinds 1977 verschenen Star Wars filmserie en de Battlestar Galactica franchise (vanaf 1978). Andere bekende series en films zijn V (1983-1985), Babylon 5 (1993-1998) en The Fifth Element (1997). Ook Space: Above and Beyond (1995-1996), Independence Day (1996) en Starship Troopers (1997) hebben space-opera-elementen, maar worden meestal tot de militaire sciencefiction gerekend.
Ook in computerspellen is space opera bekend. Spellen als Space Invaders, Galaxian en de Star Fox-serie zijn hiervan succesvolle voorbeelden.